# Кагермазов, Сослан Русланович
Сослан Русланович Кагермазов (род. 20 августа 1996, Каменномост, Карачаевский район, Карачаево-Черкессия, Россия) — российский футболист, защитник, полузащитник. Мастер спорта России.

## Карьера
Начал заниматься футболом в пять лет в ДЮСШ «Нарткала», первый тренер — Аслан Борисович Гогоев. В 2014 году перешёл в академию «Кубани» Краснодар, провёл 45 матчей в молодёжном первенстве команд премьер-лиги. Перед сезоном 2016/2017 перешёл в клуб ПФЛ «Сочи». Зимой разорвал контракт и вторую часть первенства отыграл за «Афипс». Следующие два сезона провёл в ФНЛ, играя за ярославский «Шинник» и воронежский «Факел». Летом 2019 года перешёл в клуб чемпионата Армении «Ной» Ереван.
В июне 2021 года стал игроком возрождённого махачкалинского «Динамо», в составе которого дебютировал 18 июля в кубковом матче.
21 июля 2024 года дебютировал в РПЛ, сыграв в гостевом матче первого тура против подмосковных «Химок» (1:1).

## Достижения
- Обладатель Кубка Армении: 2019/20.
- Победитель группы 1 Второго дивизиона ФНЛ: 2021/22.